# 1988년 하계 올림픽 아프가니스탄 선수단
1988년 하계 올림픽 아프가니스탄 선수단은 대한민국 서울에서 개최된 1988년 하계 올림픽에 참가한 올림픽 아프가니스탄 선수단이다.

## 출전 선수
| 종목   | 남자 | 여자 | 전체 |
| ------ | ---- | ---- | ---- |
| 레슬링 | 5    | –    | 5    |
| 전체   | 5    | 0    | 5    |

## 같이 보기
- 올림픽 아프가니스탄 선수단

## 참고 자료
- (영어) “Afghanistan at the 1988 Seoul Summer Games”. SR/Olympic Sports. 2009년 1월 21일에 원본 문서에서 보존된 문서. 2011년 9월 22일에 확인함.